# Митенёв, Константин Витальевич
Митенёв, Константин Витальевич (род. 18 мая 1956) — российский художник, кинорежиссёр, актёр, автор. Один из пионеров медиаискусства в России.

## Биография
В 1979 году окончил Ленинградский политехнический институт. В 1980 году вошёл в группу ленинградских андеграундных поэтов «Ассоциация». Участвовал в одноимённом самиздатском сборнике. В 1980-е годы публиковал свои стихи в самиздате («Митин Журнал», «Часы», «Обводной канал»). 
В середине 1980-х годов вошёл в среду Ленинградского рок-клуба. Написал текст песни «Голубой танец» для альбома «Смотри в оба» группы «Странные игры».
Митенёв познамкомился с андеграундными художниками Ленинграда Олегом Котельниковым, Евгением Юфитом, Тимуром Новиковым и др.
В 1984 году стал членом киностудии «Мжалалафильм». Участвовал в движении «Параллельное кино» (течение некрореализма). Вошёл также в группу «Новые художники».
В 1986 году провёл в ДК «Красный Октябрь» перформанс «Кино поэтов» с участием Олега Котельникова, Сергея Курёхина, Натальи Пивоваровой.
В 1987 году в соавторстве с Евгением Кондратьевым, Иналом Савченковым снял фильм «Сторонники Ольфа» по собственному сценарию «Пятый вторник. Ольф» (при участии Олега Котельникова, Олега Маслова, Аркадия Драгомощенко, Дмитрия Волчека, Александра Овчинникова).
С 1988 по 1990 год (вместе с Евгением Юфитом, Игорем Безруковым, Вадимом Драпкиным, Денисом Кузьминым и Сергеем Винокуровым) учился в киношколе Александра Сокурова при «Ленфильме». Снялся в эпизоде фильма Александра Сокурова «Спаси и сохрани», в фильме братьев Алейниковых «Здесь кто-то был», в фильмах Юфита («Вепри суицида», «Мужество», «Рыцари поднебесья»), в фильме Евгения Кондратьева «Капли остаются на деревьях».
В 1989 году Митенев снял фильм «Тупые губы». Дирекция студии арестовала  этот фильм по идеологическим и эстетическим причинам. Кинокритик Сергей Добротворский писал, что в этом фильме «главным аттракционом является образ автора, блюющего прямо в объектив».
С 1991 года отошёл от движения некрореалистов.
В 1991 году в ночь переименования Ленинграда в Санкт-Петербург провёл опен-эйр «Новое Небо И На Нём Луна» на Исаакиевской площади (с участием Тимура Новикова, Боба Кошелохова, Олега Маслова, Беллы Матвеевой, Франца Рутвольда, Иветты Померанцевой и др.).
После международного видеофестиваля «OSTranenie» в Баухаусе в Дессау в 1993 году Митенев начал заниматься медиаискусством.
В 1994 году участвовал в проекте «Stubnitz — Искусство — Пространство — Корабль» в Санкт-Петербурге.
В 1996 году создал художественные проекты «UnDiNa» (Объединенные Дигитальные Нации) и «Xyman» (конструктор тела) с Аллой Митрофановой, с которой много сотрудничал также в рамках Кибер-фемин-клуба. В том же году Константин Митенев оргсанизовал с Аллой Митрофановой «киберэкспедицию» «NETMAN».  В 1997 году создал первое сетевое телевидение в России «Twins TV» и начал заниматься экспериментами с цифровой фотографией и цифровым видео, открыв первую в России net-галерею BioNet. Опубликовал манифест «Next Media».
По предложению Герта Ловинка (Geert Lovink), Константин Митенев организовал «A Great Clone Party», первый в мире саунд-стрим в Интернете между Санкт-Петербургом и девятью городами мира (Линц — Париж — Берлин — Женева — Лозанна — Санкт-Петербург — Кобе — Сан-Франциско). Назвал свой компьютер, Машу Пентиум, соавтором (с этого времени подписывается как Kostya Mitenev & Masha Pentium — k@m).
В 1997 году выполнил компьютерную поддержку во время исполнения произведения «Tintoretto» Брайана Ино в Государственном Русском музее в Санкт-Петербурге.
В 1998 году участвовал в акции «Сожжение сует» в честь 500-летия казни Савонаролы.
С начала 2000-х годов преподавал в разных художественных институциях в Санкт-Петербурге. Проводил семинары о медиаискусстве в Новой Академии Изящных Искусств Тимура Новикова. В 2003 году читал цикл лекций «Движение медиа-арта» в Свободном Университете-2 в арт-центре Пушкинская-10. В 2004 году читал лекции в Санкт-Петербургском государственном университете на программе «Искусства и гуманитарные науки».
В 2007 году открыл свою студию «Gold TV». Экспериментировал с баннерной сеткой и рамой телевизора, рассматривая раму телевизора как раму картины. Организовал также ряд выставок в концептуальных ночных клубах Санкт-Петербурга «0123», «Achtung Baby», «Стереобар», «Jesus», «Buddha-Bar», «Mod», «Kopen Bar» и др. Одновременно начал заниматься стрит-артом. Создал работы на стенах в Риме, Кальяри, Париже, Копенгагене, Барселоне, Лиссабоне. С этого время подписывается как «kostя goldtv».
В 2015 году на 56-й Венецианской биеннале провёл арт-пикет  «Отделение Искусства от Государства».
C этого времени Митенев развивает своё направление «мета-символизм» и участвует в персональных и групповых выставках в Санкт-Петербурге и Москве и за рубежом.
В 2020 году участвовал в выставке «История Мультимедиа-Арта в России 1980-2000» в Центре Современного Искусства им. Сергея Курёхина в Санкт-Петербурге и Фонде культуры «Екатерина» в Москве.
В 2022 году поехал в Венецию на коллективную выставку со своим тезисом «Do Art, Not War». В этом же году участвовал в антивоенной выставке в Женеве. Кроме того, показал свои произведения в рамках международного фестиваля медиаискусства CYFEST-14.
Константин Митенёв живёт и работает в Лозанне, Швейцария.
Митенёв написал также кинодокументальный роман «Приключение дикого параллела в море другого кино» («Дикий целлулоид»; 1992), неизданную поэтическую книгу «Порноинформация» (1993) и дигитальный net-фильм «Битые файлы» (1997).
Произведения Константина Митёнева находятся в коллекции Центра современного искусства им. Сергея Курёхина в Санкт-Петербурге, в архиве CYLAND Media Art Lab.

## Фильмография
- 1987 – Сторонники Ольфа
- 1988 – Патрульный катер
- 1988 – Немая волна
- 1988 – Улёт легких (совместно с Андреем Медведевым)
- 1988 – Глаз стиха Олега Григорьева (совместно с Олегом Котельниковым)
- 1988 – Даун и Наполеон
- 1988 – Лиса за садом (не сохранился)
- 1989 – За тайной
- 1991 – Тупые губы
- 1992 – Биолоид
- 1993 – В небесах, на земле и на море
- 1994 – Зеленая Любовь / G.-R. EEN Love
- 2000 – Миша и Маша
- 2002 – Автоответчик
- 2002 – Робот и кошка Катя
- 2003 – Зоо
- 2005 – Следующий Город
- 2005 – Шива идёт в Болливуд / Shiva Goes 2 Bollywood
- 2006 – 0 кино
- 2004-2007 – Контакт
- 2007 – Новая жизнь Монро. Кино в шоколаде
- 2008 – Тупые губы 2

## Выставки
Кино поэтов, ДК Красный Октябрь, Ленинград, 1986;
Группа Новые художники, ДК ЛСПО им. Я.К. Свердлова, Ленинград, 1988;
От неофициального искусства к перестройке. Из истории художественной жизни Ленинграда. 1949- 1989, Выставочный комплекс в Гавани, Ленинград, 1989;
Некрореализм, MŰCSARNOK art gallery, Бадапешт, 1990;
На мосту, Дворцовый мост, Ленинград, 1991;
OSTranenie '93: Shattered Myths — New Realities. 1st International Video Festival at the Bauhaus Dessau, Дессау, 1993;
GO EAST Party, Дессау, 1993;
Holography, Оффенбах, 1993;
2x3 m, RUSSKOE POLEE, Берлин, 1995-1996;
UNDINA/UNited DIgital NAtions & XYMAN-constructor of body, MUU gallery, Хельсинки, 1996;
Звезда пленительного счастья (в честь Владислава Мамышева-Монро), ночной клуб «Мама», Санкт-Петербург, 1997;
Первый Российский фестиваль Net-art,  Москва, 1998;
Арт-медиа форум. Медиа-арт и масс-медиа, Музей нонконформистского искусства, Санкт-Петербург, 2001;
Файлы в формате сон (киберфотография), Музей сновидений Зигмунда Фрейда, Санкт-Петербург, 2001;
Empire 5.48 a.m., торговый дом «Атлантик-сити», Санкт-Петербург, 2008;
Алиса в Вандербурге, ночной клуб «MOD», Санкт-Петербург, 2008;
Nowwwave, ночной клуб «Achtung Baby», Санкт-Петербург, 2008;
White Noise-Black Holes, квартирная выставка, Санкт-Петербург, 2009;
Удар кисти: «Новые художники и некрореалисты 1982-1991», Государственный Русский музей, Санкт-Петербург, 2010;
Russian secret. Trend N 14, Государственный Русский Музей, Санкт-Петербург, 2010;
NEV_Aptimizm, ночной клуб «Стереобар», Санкт-Петербург, 2010;
NEVA_ptimizm II: Salutions and Ices, «Kopen Bar», Санкт-Петербург, 2011;
NEVA_ptimizm III: Phantoms and Saints, бар «Jesus», Санкт-Петербург, 2011;
Russian secret N18. AI Wei, Wind of Art, Wei, Государственный Эрмитаж, Санкт-Петербург, 2011;
Russian secret .Trend N 26, MNAC, Барселона, 2011;
Russian secret N 2012, Лувр, Париж, 2012;
Shit, Al Gallery, Санкт-Петербург, 2012;
Арт Москва — 2013, Гостиный двор, Москва, 2013;
They are here now…, BOBBY Gallery, Санкт-Петербург, 2014;
SWISSARTEXPO 2019, Zurich Central Station, Zurich, 2019;
Весёлая карусель, галерея Здесь На Таганке, Москва, 2019;
Весёлая карусель 2, галерея Здесь На Таганке, Москва, 2020;
История развития мультимедиа искусства Ленинграда – Санкт-Петербурга 1985-2000 годов, Центр современного искусства им. Сергея Курёхина, Санкт-Петербург, 2020;
История развития мультимедиа искусства Ленинграда – Санкт-Петербурга 1985-2000 годов, Национальная галерея Коми, Сыктывкар, 2021;
Оммаж персонажу, Центр современного искусства им. Сергея Курёхина, Санкт-Петербург, 2021;
История развития мультимедиа искусства Ленинграда – Санкт-Петербурга 1985-2000 годов, Фонд культуры “Екатерина”, Москва, 2021;
CYFEST-14: Digital Fermentation of the Moving Image, CYLAND Media Art Lab, Ереван, 2022.